# Klein-Zundert
Pour les articles homonymes, voir Zundert (homonymie).
Klein-Zundert est un village situé dans la commune néerlandaise de Zundert, dans la province du Brabant-Septentrional. Le 1er janvier 2007, le village compte 2 710 habitants.